# Liste der Monuments historiques in Varennes-sur-Seine
Die Liste der Monuments historiques in Varennes-sur-Seine führt die Monuments historiques in der französischen Gemeinde Varennes-sur-Seine auf.

## Liste der Bauwerke
| Bezeichnung       | Beschreibung | Standort | Kennzeichnung | Schutzstatus | Datum | Bild           |
| ----------------- | ------------ | -------- | ------------- | ------------ | ----- | -------------- |
| Kirche St-Lambert |              | (Lage)   | PA00087305    | Inscrit      | 1946  | weitere Bilder |

## Liste der Objekte

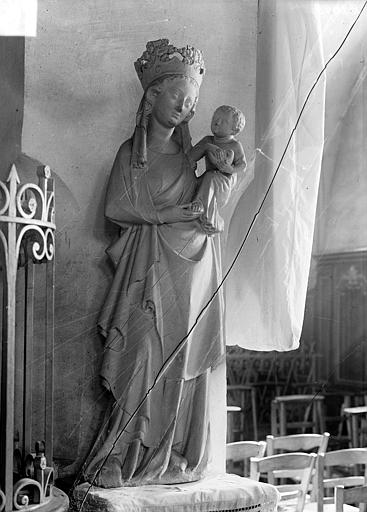
Skulptur Madonna mit Kind (14. Jahrhundert) in der Kirche St-Lambert

- Monuments historiques (Objekte) in Varennes-sur-Seine in der Base Palissy des französischen Kultusministeriums